# Michał Bryl
Michał Bryl, né le 9 octobre 1994 à Łask (Pologne), est un joueur de beach-volley polonais.

## Carrière
Michał Bryl devient champion du monde en 2012 (U19) et 2014 (U21).
Il est vice-champion d'Europe en 2012 (U20) et 2013 (U20) et champion d'Europe en 2015 (U22).
Il a pour partenaire Grzegorz Fijałek depuis 2016.